# Joseph Batchelder
Joseph Laws "Joe" Batchelder (Brookline, 24 de agosto de 1938) é um velejador estadunidense, medalhista olímpico. Ele competiu nos Jogos Olímpicos de Verão de 1964 na classe 5.5 Metre e conquistou a medalha de bronze a bordo do Bingo, ao lado de John J. McNamara e Francis Scully. Batchelder se formou no Dartmouth College.